# Burichura
Burichura là một chi bướm đêm thuộc họ Geometridae.